# Aşağıçayırlı, Olur
Aşağıçayırlı là một xã thuộc huyện Olur, tỉnh Erzurum, Thổ Nhĩ Kỳ. Dân số thời điểm năm 2011 là 169 người.